# Lodewijk Goemans
Pour les articles homonymes, voir Goemans.
Lodewijk Victor Goemans, né le 15 janvier 1881 à Louvain et décédé le 9 novembre 1957  à Borgerhout  fut un homme politique nationaliste flamand. Il fut président du Katholiek Vlaams Verbond à Louvain et fut plus tard un des dirigeants du VNV à Anvers.
Goemans fut docteur en Philologie et Lettres (Université catholique de Louvain). Il fut préfet d'athénée et ensuite enseignant.
Il fut élu conseiller provincial (1936-39) et secrétaire (1936-38) du conseil provincial de la province d'Anvers; conseiller communal (1938-41) et échevin (1939-41) VNV de Berchem (Anvers); sénateur VNV de l'arrondissement d'Anvers (1939-45).

## Généalogie
- Il épousa Margareta De Craecker.
  - Ils eurent deux fils : Hector (1915-84) et Jos.

## Sources
- Bio sur ODIS